# Flatiris silvestris
Flatiris silvestris är en insektsart som först beskrevs av Ronald Gordon Fennah 1941.  Flatiris silvestris ingår i släktet Flatiris och familjen Flatidae.
Artens utbredningsområde är Dominica. Inga underarter finns listade i Catalogue of Life.